# Pragurile Nistrului
Pragurile Nistrului reprezintă un monument al naturii de tip geologic sau paleontologic în raionul Soroca, Republica Moldova. Este amplasat în preajma satului Cosăuți, albia Nistrului, în apropierea carierei de granit. Are o suprafață de 8 ha. Obiectul este administrat de SA Cariera de granit și pietriș din Soroca.

## Descriere
Denumirea „Pragurile Nistrului” este întâlnită în literatura de specialitate încă din secolul al XVIII-lea.
Obiectul constă din intruziuni de roci magmatice, care a avut loc în timpul formării fundamentului cristalin arhaic-proterozoic al Platformei Est-Europene. Cauza formării pragurilor a fost scurgerea lavei gabro-noritice precambriene. Lățimea curentului de lavă atingea 120 m și își croia drum printr-o râpă destul de mare. La 350 m spre nord, sub pachetul de roci sedimentare, iese al doilea curent de gabro-norite (roci de culoare cenușie-închis, aproape neagră, cu strate lenticulare de cuarț violet și cu intercalații de jasp roșu și verde).
În perioada precambriană, curentul de gabro-norite a fost acoperit cu o scoarță roșie lateritică, care s-a păstrat în unele locuri sub gresiile de Cosăuți de vârstă vendiană. Gabro-noritele s-au sfărâmat în blocuri ovale cu scoarța exfoliată de cca 1 m.

## Statut de protecție
Obiectivul a fost luat sub protecția statului prin Hotărîrea Sovietului de Miniștri al RSSM din 13 martie 1962 nr. 111, iar statutul de protecție a fost reconfirmat prin Hotărîrea Sovietului de Miniștri al RSSM din 8 ianuarie 1975 nr. 5 și Legea nr. 1538 din 25 februarie 1998 privind fondul ariilor naturale protejate de stat. Deținătorul funciar al monumentului natural este SA Cariera de granit și pietriș din Soroca.
Situl prezintă interes științific de importanță internațională în ce privește cartarea geologică și studiul stratigrafic al formațiunilor sedimentare ale Platformei Est-Europene. De asemenea, are valoare geomorfologică, hidrologică și structurală.
Conform situației din anul 2016, nu este instalat niciun panou informativ cu informații despre monumentul natural. Este recomandată includerea zonei în trasee turistice.